# Smerillo

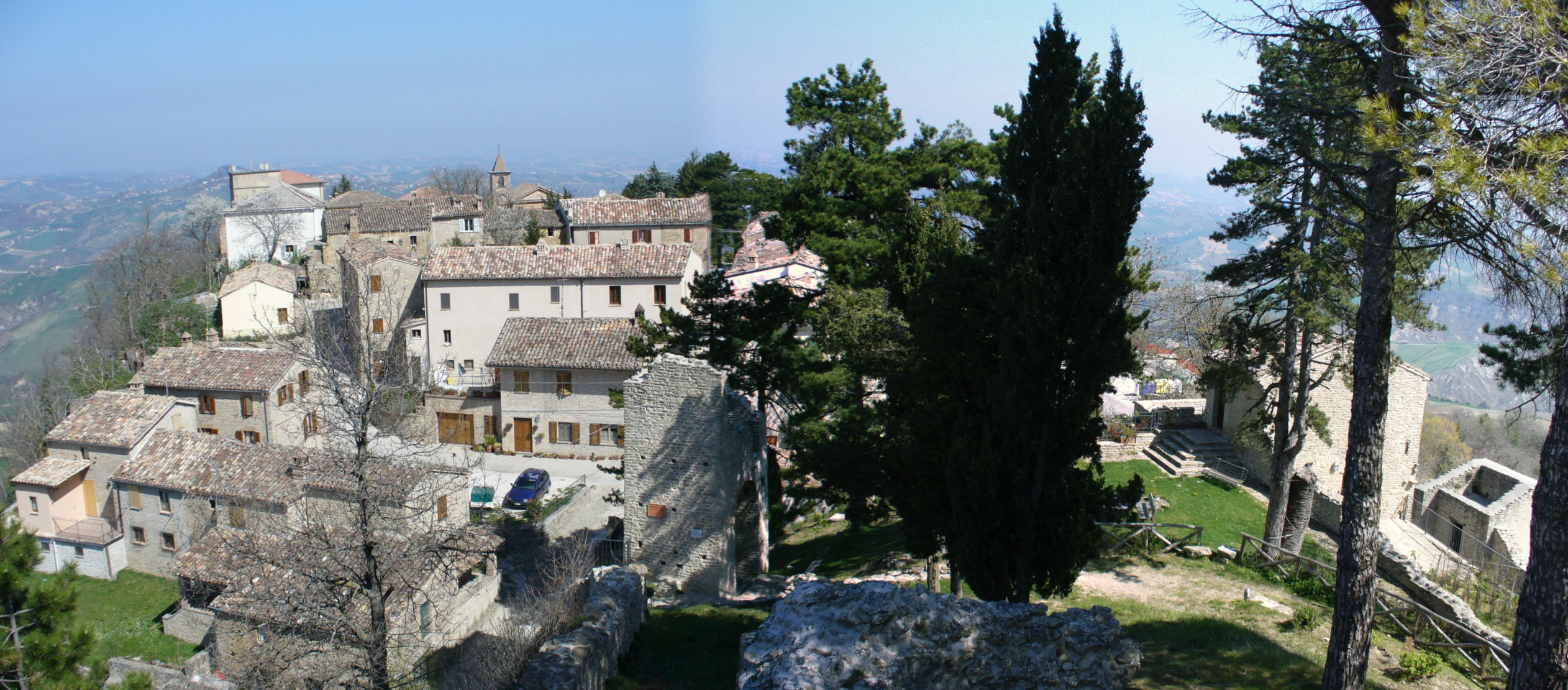
Blick auf Smerillo

Smerillo (im lokalen Dialekt: Smirillu) ist eine italienische Gemeinde mit 327 Einwohnern (Stand 31. Dezember 2023) in der Provinz Fermo in den Marken. Die Gemeinde liegt etwa 28,5 Kilometer südwestlich von Fermo, gehört zur Comunità montana dei Sibillini und grenzt unmittelbar an die Provinz Macerata. Nördlich der Gemeinde fließt die Tenna.